# فهرست صدراعظم‌های آلمان بر اساس سن
فهرست صدراعظم‌های آلمان بر اساس سن (به انگلیسی: List of chancellors of Germany by age)
این نوشتار آمارهای مختلف در مورد صدراعظم‌های آلمان را دربردارد.

## مدت خدمت
| ردیف | صدراعظم            | آغاز دوره       | پایان دوره     | مدت خدمت       | توضیحات                             |
| ---- | ------------------ | --------------- | -------------- | -------------- | ----------------------------------- |
| ۱    | کنراد آدناور       | ۱۵ سپتامبر ۱۹۴۹ | ۱۶ اکتبر ۱۹۶۳  | ۱۴ سال، ۳۱ روز | استعفا                              |
| ۲    | لودویگ ارهارد      | ۱۶ اکتبر ۱۹۶۳   | ۱ دسامبر ۱۹۶۶  | ۳ سال، ۴۶ روز  | استعفا                              |
| ۳    | کورت گئورگ کیزینگر | ۱ دسامبر ۱۹۶۶   | ۲۱ اکتبر ۱۹۶۹  | ۲ سال، ۳۲۴ روز | واگذاری قدرت پس از شکست در انتخابات |
| ۴    | ویلی برانت         | ۲۱ اکتبر ۱۹۶۹   | ۷ مه ۱۹۷۴      | ۴ سال، ۱۹۸ روز | استعفا                              |
| ۵    | هلموت اشمیت        | ۱۶ مه ۱۹۷۴      | ۱ اکتبر ۱۹۸۲   | ۸ سال، ۱۳۸ روز | استعفا                              |
| ۶    | هلموت کوهل         | ۱ اکتبر ۱۹۸۲    | ۲۷ اکتبر ۱۹۹۸  | ۱۶ سال، ۲۶ روز | چهار دوره کامل                      |
| ۷    | گرهارد شرودر       | ۲۷ اکتبر ۱۹۹۸   | ۲۲ نوامبر ۲۰۰۵ | ۷ سال، ۲۶ روز  | دو دوره کامل                        |
| ۸    | آنگلا مرکل         | ۲۲ نوامبر ۲۰۰۵  | ۸ دسامبر ۲۰۲۱  | ۱۶ سال، ۱۶ روز | چهار دوره کامل                      |
| ۹    | اولاف شولتس        | ۸ دسامبر ۲۰۲۱   | ۶ مه ۲۰۲۵      | ۳ سال، ۱۴۹ روز | واگذاری قدرت پس از شکست در انتخابات |
| ۱۰   | فریدریش مرتس       | ۶ مه ۲۰۲۵       | —              | ۹ روز          | در حال خدمت                         |

## سن
| ردیف | رئیس‌جمهور          | تاریخ تولد شناسنامه‌ای | تاریخ تولد واقعی | سن در هنگام تنفیذ (با تولد واقعی) | تاریخ وفات     | عمر             |
| ---- | ------------------ | --------------------- | ---------------- | --------------------------------- | -------------- | --------------- |
| ۱    | کنراد آدناور       | ۵ ژانویه ۱۸۷۶         | ۵ ژانویه ۱۸۷۶    | ۷۳ سال، ۲۵۳ روز                   | ۱۹ آوریل ۱۹۶۷  | ۹۱ سال، ۱۰۴ روز |
| ۲    | لودویگ ارهارد      | ۴ فوریه ۱۸۹۷          | ۴ فوریه ۱۸۹۷     | ۶۶ سال، ۲۵۴ روز                   | ۵ مه ۱۹۷۷      | ۸۰ سال، ۹۰ روز  |
| ۳    | کورت گئورگ کیزینگر | ۶ آوریل ۱۹۰۴          | ۶ آوریل ۱۹۰۴     | ۶۲ سال، ۲۳۹ روز                   | ۹ مارس ۱۹۸۸    | ۸۳ سال، ۳۳۸ روز |
| ۴    | ویلی برانت         | ۱۸ دسامبر ۱۹۱۳        | ۱۸ دسامبر ۱۹۱۳   | ۵۵ سال، ۳۰۷ روز                   | ۸ اکتبر ۱۹۹۲   | ۷۸ سال، ۲۹۵ روز |
| ۵    | هلموت اشمیت        | ۲۳ دسامبر ۱۹۱۸        | ۲۳ دسامبر ۱۹۱۸   | ۵۵ سال، ۱۴۴ روز                   | ۱۰ نوامبر ۲۰۱۵ | ۹۶ سال، ۳۲۲ روز |
| ۶    | هلموت کوهل         | ۳ آوریل ۱۹۳۰          | ۳ آوریل ۱۹۳۰     | ۵۲ سال، ۱۸۱ روز                   | ۱۶ ژوئن ۲۰۱۷   | ۸۷ سال، ۷۴ روز  |
| ۷    | گرهارد شرودر       | ۷ آوریل ۱۹۴۴          | ۷ آوریل ۱۹۴۴     | ۵۴ سال، ۲۰۳ روز                   | —              | ۸۱ سال، ۳۸ روز  |
| ۸    | آنگلا مرکل         | ۱۷ ژوئیه ۱۹۵۴         | ۱۷ ژوئیه ۱۹۵۴    | ۵۱ سال، ۱۲۸ روز                   | —              | ۷۰ سال، ۳۰۲ روز |
| ۹    | اولاف شولتس        | ۱۴ ژوئن ۱۹۵۸          | ۱۴ ژوئن ۱۹۵۸     | ۶۳ سال، ۱۷۷ روز                   | —              | ۶۶ سال، ۳۳۵ روز |
| ۱۰   | فریدریش مرتس       | ۱۱ نوامبر ۱۹۵۵        | ۱۱ نوامبر ۱۹۵۵   | ۶۹ سال، ۱۷۶ روز                   | —              | ۶۹ سال، ۱۸۵ روز |